# سؤال مغلق
السؤال المغلق هو صيغة سؤال يقيد المجيبين بقائمة اختيارات للاختيار من بينها للإجابة على السؤال. وعمومًا هذا النوع من الأسئلة يكون في صيغة اختيارات متعددة إما بإجابة واحدة أو بتحديد جميع الإجابات التي تنطبق، لكن يمكن أيضًا أن يكون في صيغة مقياس حيث ينبغي على المجيب أن يقرر تقدير الموقف عبر سلسلة المقياس على غرار أسئلة ليكرت.

## أسئلة المقياس الأصلي
يُطلب من المجيبين أن يقرروا مواطن الموافقة مع سلسلة المقياس. وتحتوي هذه الأسئلة على مجموعة مرتبة من الإجابات. يطلب الجدول الترتيبي الموحد تحديد مستويات الرضا.

## أمثلة أخرى
السؤال المغلق هو عكس السؤال المفتوح الذي لا يمكن الإجابة عليه ببساطة بكلمة «نعم» أو «لا» أو قدر قليل محدد من المعلومات حيث يعطي الشخص الذي يجيب على السؤال نطاقًا ليقدم معلومات تبدو مناسبة لهم. أحيانًا يُعبر عن الأسئلة المفتوحة بعبارة تتطلب ردًا.
أمثلة على الأسئلة المفتوحة:
- أخبرني عن علاقتك بالمشرف عليك.
- كيف ترى مستقبلك؟
- حدثني عن الأطفال الموجودين في هذه الصورة.
- ما هدف الحكومة؟
- لماذا اخترت تلك الإجابة؟

وفي الوقت نفسه، توجد أسئلة مغلقة أحيانًا يكون من المستحيل الإجابة عليها بشكل صحيح بكلمة نعم أو لا دون حدوث ارتباك، على سبيل المثال: «هل توقفت عن تعاطي الهيروين؟» (إذا كنت لم تتعاطاه على الإطلاق) فانظر «سؤال ملغوم».